# 미야자와 히오
미야자와 히오(宮沢 氷魚, 영어: Hio Miyazawa, 1994년 4월 24일 ~ )는 일본의 배우,  패션 모델이다. 미국 캘리포니아주 샌프란시스코 출신으로 도쿄도에서 성장. 국제 기독교 대학 졸업. 레프로 엔터테인먼트 소속. 신장은 184cm, 혈액형은 알려진 바 없다.
아버지는 싱어송 라이터의 원 THE BOOM의 보컬·미야자와 카즈후미, 어머니는 방송인의 미츠오카 디온이다.

## 약력
1986년 11월 결성된 일본의 4인조 록 밴드 THE BOOM의 보컬·미야자와 카즈후미와 방송인 미츠오카 디온의 사이에 세 자녀 중에서 장남으로, 미국 캘리포니아주 샌프란시스코에서 태어나 일본 도쿄도에서 성장했다. 유치원부터 고등학교까지 국제 학교에 다니기 시작해, 캘리포니아 대학교 샌타크루즈 캠퍼스에서 국제 기독교 대학에 편입하여 학교를 2017년 3월에 졸업했다.
아버지의 라이브 공연을 보고 나서 연예계에 관심을 가지게 되었고, 미국 유학 중에 스스로 레프로 엔터테인먼트에 이력서를 보내고 2015년 6월부터 회사 소속이 되었다. 같은 해 개최된 제30회 〈MEN’S NON-NO〉 전속 모델 오디션에서 그랑프리를 획득하고, 9월 발매의 잡지 10월호에서 잡지 전속 모델로 데뷔했다.
처음부터 배우를 제1순위 목표로 하고 있으며, 2017년 10월기의 TBS 계열 드라마 《코우노도리》에 고정 출연하며 배우로도 데뷔했다. 2018년 6월 방송된 《R134 / 쇼난의 약속》(NHK BS 프리미엄)으로 드라마에 첫 주연을 완수하고, 같은 해 7월 공연의 무대 《BOAT》에서 첫 무대에 첫 주연을 맡았다.
2020년 1월 공개 《his》(팬텀 필름 배급)로 영화 첫 주연을 맡았다.

## 인물
- 신장：T184cm. 신체사이즈：B86cm - W71cm - H92cm. 신발 사이즈 : 28.5cm. (2016년 시점에서)[9]

- 눈동자색은 갈색,[10] 모발색은 밝은 갈색이다.[10][2]

- 아버지가 일본인, 어머니가 일본인과 미국인의 혼혈으로, 자신은 쿼터이다.

- 일본어와 영어의 이중 언어를 구사한다.[2]

- 취미는 야구, 낚시. 특기는 육상, 크로스 컨트리, 축구. 다양한 스포츠를 어린 시절부터 즐겨온 만능 스포츠 매니아이다.[1]

## 출연 작품
역할의 굵은 표시는 주연 작품

### 텔레비전 드라마
| 방송일자                     | 제목                                                             | 역할                | 방송사          |        |
| ---------------------------- | ---------------------------------------------------------------- | ------------------- | --------------- | ------ |
| 2017년 8월 24일              | 세실 보이즈 제5화                                                | 미야자와 히오       | 후지 TV         |        |
| 2017년 10월 13일 ~ 12월 22일 | 코우노도리 제 2시리즈                                            | 아카니시 고로       | TBS             | [ 5 ]  |
| 2018년 1월 7일 ~ 3월 11일    | 토도메의 키스                                                    | 호테이 미치나리     | NTV             |        |
| 2018년 6월 27일              | 카나가와 스타트 지역 드라마 〈R134 / 쇼난의 약속〉               | 스와 코타           | NHK BS 프리미엄 | [ 6 ]  |
| 2019년 1월 19일 ~ 3월 2일    | 내 첫사랑을 너에게 바친다                                        | 스즈야 스바루       | TV 아사히       |        |
| 2019년 3월 31일 ~ 4월 29일   | 카케구루이 시즌 2                                                | 무라사메 아마네     | MBS             |        |
| 2019년 7월 10일 ~ 9월 11일   | 위장 불륜                                                        | 토모노 죠           | NTV             | [ 11 ] |
| 2019년 10월 12일             | 팔묘촌                                                           | 주자이              | NHK BS 프리미엄 |        |
| 2020년 11월 17일 ~ 27일      | 연속 TV 소설 〈옐〉                                              | 키리시마 아키라     | NHK             | [ 12 ] |
| 2021년 2월 27일·3월 6일      | 드라마 W 스페셜 〈안의 작사 -사쿠라기 안, 하이쿠 시작했습니다-〉 | 렌죠 스바루         | WOWOW           | [ 13 ] |
| 2021년 3월 19일              | 특집 드라마 창작 드라마 대상 〈별과 레몬의 방〉                  | 야기 료             | NHK             |        |
| 2021년 10월 3일 ~ 11월 21일  | 솔로몬의 위증                                                    | 칸바루 카즈히코     | WOWOW           |        |
| 2022년 ~ (예정)              | 연속 TV 소설 〈치무돈돈〉                                        | 아오야나기 카즈히코 | NHK             | [ 14 ] |

### 영화
| 개봉일자        | 제목              | 역할            | 배급사                | 비고      |
| --------------- | ----------------- | --------------- | --------------------- | --------- |
| 2019년 5월 3일  | 극장판 카케구루이 | 무라사메 아마네 | 가가                  |           |
| 2020년 1월 24일 | his               | 이가와 진       | 팬텀 필름             | [ 8 ]     |
| 2020년 9월 25일 | ATEOTD            | 주연            | 이온 엔터테인먼트     | 단편 영화 |
| 2021년 3월 26일 | 트릭아트의 송곳니 | 야시로 세이     | 쇼치쿠                |           |
| 2021년 9월 10일 | 달빛 그림자       | 히토시          | SDP / 엘리펀트 하우스 |           |

### 무대
| 공연일자                                                  | 제목                 | 역할          | 공연장소 | 비고   |
| --------------------------------------------------------- | -------------------- | ------------- | --- | ------ |
| 2018년 7월 16일 ~ 26일                                    | BOAT                 | 주연          | 도쿄 예술 극장 극장                                                                                          | [ 7 ]  |
| 2018년 11월 3일 ~ 5일·11월 7일 ~ 12월 12일·12월 8일 ~ 9일 | 풍요의 바다          | 이누마 이사오 | 도쿄 키노쿠니야 서던 시어터 TAKASHIMAYA / 오사카 모리노미야 필로티 홀                                        |        |
| 2019년 5월 18일 ~ 26일·5월 29일·6월 1일~2일               | CITY                 |               | 사이타마현·노쿠니 사이타마 예술 극장 / 효고현·효고현립 예술 문화 센터 / 아이치현·호노쿠니 토요하시 예술 극장 |        |
| 2020년 3월 13일 ~ 4월 20일                                | 피사로               | 아타우알파    | 도쿄 PARCO 극장                                                                                              | [ 15 ] |
| 2020년 9월 17일 ~ 9월 23일                                | 저의 구멍, 그 구멍.  | 보쿠 B        | 도쿄 예술 극장                                                                                               |        |
| 2021년 5월 15일 ~ 6월 6일                                 | 피사로 (앙코르 공연) | 아타우알파    | 도쿄 PARCO 극장                                                                                              | [ 16 ] |

### 교양·다큐멘터리
- 어른의 기초 영어 (2016년 4월 ~ 2017년 4월, NHK E 텔레) - 모리시마 유타 역[3]
- 주말의 본심 타임 금요일 정도는 칭찬 받고 싶다 (2016년 11월 4일 ~ 2018년 3월 30일, BS아사히) - MC
- sumika 발판 (2017년 12월 ~ 2018년 3월, 스페이스 샤워 TV) - 내레이션
- sumika 발판 특별편 (2018년 9월 2019년 3월, 스페이스 샤워 TV) - 내레이션·게스트 출연[17]
- 목격! 일본 〈보이지 않는 상처로 살아가는〉 (2020년 7월 19일, NHK 종합) - 내레이션
- 탐구의 계단 (2021년 4월 1일 , TV 도쿄) - 내레이션

### PV
- 바닐라 〈여자는 참을 수 없어 (女はそれを我慢しない)〉 (2015년)
- sumika 〈Summer Vacation〉 (2017년)
- 안도 유코 〈하루의 끝에서 (一日の終わりに)〉 (2020년)

### 광고(CM)
- JR 동일본 JR SKISKI 〈겨울이 가슴에 다가왔다.〉편 (2016년 ~ 2017년) - 사쿠라이 히나코와 공동 출연
- 오츠카 제약 〈바디케어〉 (2019년 ~ 2021년)

### 모델·이미지 캐릭터
- 르꼬끄 스포르티브 일본 앰배서더 (2019년 1월 ~ )
- PARCO 〈SPECIAL IN YOU〉 제14탄 광고 (2020년 2월 ~ 8월)
- Levis 〈TYPE 1 청바지〉 캠페인 앰배서더 (2020년 9월 ~ )
- KASHIYAMA 2020년 가을/겨울 2021 봄/여름 프로모션 (2020년 10월 ~ 2021년)
- UGG 〈CA805 Classic Weather〉 2020 가을/겨울 이미지 모델 (2020년 10월)
- Wpc. 2021 컬렉션 협업 이미지 모델 (2021년 3월 ~ )

### 기타·내레이션·가이드
- 샤넬 전시회 〈MADEMOISELLE PRIVE TOKYO 마드모아젤 프리베전 가브리엘 샤넬의 세계로〉 (2019년 10월 19일 ~ 12월 1일) - 음성 가이드 (일본어·영어) 담당

## 서적

### 잡지 연재
- MEN'S NON-NO (2015년 10월호 ~ , 슈에이샤) - 전속 모델[1]

## 수상 경력
| 연도   | 시상식                               | 부문                               | 작품 | 출처   |
| ------ | ------------------------------------ | ---------------------------------- | ---- | ------ |
| 2020년 | 제12회 TAMA 영화상                   | 최우수 신진 남자배우상             | his  |        |
| 2020년 | 제45회 호치 영화상                   | 신인상                             | his  | [ 18 ] |
| 2020년 | 제42회 요코하마 영화제               | 최우수 신인상                      | his  | [ 19 ] |
| 2021년 | 제30회 일본 영화 비평가 대상         | 신인 남자배우상                    | his  |        |
| 2021년 | WEIBO Account Festival in Tokyo 2020 | 웨이보 일본 군영회 〈젊은 배우상〉 | 빈칸 | [ 20 ] |

### 내용주
1. 1 2  미야자와 카즈후미宮沢 和史, 1966년 1월 18일 ~ )는 일본의 싱어송 라이터, 배우이다. 원 THE BOOM의 보컬. 메이지 대학 경영학부 졸업.
2. 1 2  마츠오카 디온(光岡 ディオン, 1965년 7월 15일 ~ )은 일본의 방송인, 진행자이다. 가나가와현 출신. 국제 기독교 대학 교양학부 어학과 졸업. 주로 음악 프로그램 (MTV = 음악 텔레비전 등) 및 CNN 뉴스·일본어판 등을 중심으로 활동하고 있었다. 1994년에 THE BOOM의 보컬·미야자와 카즈후미와 결혼했다. 일본인과 미국인의 혼혈이다.
3. ↑  개봉일 기준은 일본에서의 개봉일이다.

### 참조주
1. 1 2 3 4 5  “THEBOOM 미야자와 카즈후미의 장남 히오 데뷔 『MEN’SNON-NO』 전속 모델로 결정”. 《ORICON STYLE》. 2015년 9월 9일. 2016년 4월 12일에 확인함.
2. 1 2 3 4  “미야자와 히오, 어린 시절 사진 공개!”. 《MEN'S NON-NO WEB》. 2015년 10월 14일. 2018년 7월 4일에 원본 문서에서 보존된 문서. 2016년 4월 12일에 확인함.
3. 1 2  “미야자와 히오 : BOOM 미야자와의 장남이 NHK 어학 프로그램 주전  연기에 첫 도전”. 《마이니치 신문》. 2016년 3월 1일. 2016년 4월 23일에 원본 문서에서 보존된 문서. 2016년 4월 12일에 확인함.
4. ↑  “【인터뷰】멘논 모델로 발탁 원 THE  BOOM 미야자와 카즈시의 장남 「미야자와 히오」는 (2/2)”. Fashionsnap.com. 2015년 9월 28일. 2016년 4월 12일에 확인함.
5. 1 2  “「THE BOOM」미야자와 장남 미야자와 히오 「코우노도리」에서 배우 데뷔”. 《스포츠호치》. 2017년 9월 23일. 2017년 9월 23일에 원본 문서에서 보존된 문서. 2017년 9월 23일에 확인함.
6. 1 2  “미야자와 히오 드라마 첫 주연 “제2의 고향”에 무대 <R134 / 쇼난의 약속>”. 《모델프레스》 (인터넷 네이티브). 2018년 2월 16일. 2018년 3월 31일에 확인함.
7. 1 2  “미야자와 히오, 첫 무대에서 주연으로 발탁 후지타 타카히로 씨의 신작 「BOAT」 「유일한 작품에 」”. 《ORICON NEWS》 (oricon ME). 2018년 3월 23일. 2018년 3월 31일에 확인함.
8. 1 2  “미야자와 리오 영화 첫 주연 「his」 2020년 1월 공개 결정 이마이즈미 리키야 감독이 남성끼리의 연애를 그린다”. 《Real Sound》 (blueprint). 2019년 7월 30일. 2019년 7월 30일에 확인함.
9. ↑  레프로 엔터테인먼트 미야자와 히오 보관됨 2016-04-13 - 웨이백 머신. 2016년 4월 12일에 확인.
10. 1 2  MEN'S NON-NO 미야자와 히오 보관됨 2019-05-04 - 웨이백 머신 2016년 4월 12일에 확인.
11. ↑  “드라마「위장 불륜」 연하 미남 역은 미야자와 히오, 히가시무라 아키코도 추측”. 《영화나탈리》 (나타샤). 2019년 4월 26일. 2019년 4월 26일에 확인함.
12. ↑  “「옐」미야자와 히오가 첫 등장! 하나가 사랑에 빠지는 로커 빌리 가수”. CINEMATODAY. 2020년 11월 17일. 2020년 11월 19일에 확인함.
13. ↑  “히로세 스즈 주연, 하이쿠 × 랩 「안의 작사」의 리리쿠 미야자와 히오 등 출연자 발표”. 《ORICON NEWS》. 오리콘. 2020년 12월 21일. 2021년 2월 13일에 확인함.
14. ↑  “2022년도 전기 연속 TV 소설 「치무돈돈」 새로운 출연자 발표~히로인 요코가 오키나와에서 만나는 사람들~”. 《NHK드라마 토픽date=2021-06-08》 (일본방송협회). 2021년 10월 19일에 원본 문서에서 보존된 문서. 2021년 6월 8일에 확인함.
15. ↑  “「피사로」에 미야자와 히오가 출연, 와타나베 켄이 연기한 잉카의 왕·아타우알파 역에 도전”. 스테이지나탈리. 2019년 9월 26일. 2020년 2월 20일에 확인함.
16. ↑  “와타나베 켄 & 미야자와 히오의 PARCO 「피사로」 앙코르 공연이 결정 (코멘트)”. 《스테이지나탈리》. 주식회사나타샤. 2021년 2월 27일. 2021년 2월 27일에 확인함.
17. ↑  “미야자와 히오 : sumika의 칸무리 프로그램 「sumika 발판」 특별편을 방송 미야자와 히오를 맞아 새로운 앨범을 전곡 철저히 & 멤버 염원의 탁구 대회도”. 2019년 3월 13일. 2019년 3월 13일에 확인함.
18. ↑  【호치 영화상】『죄의 목소리』3개 부문 제패, 오구리 슌 & 호시노 겐이 연상 애니메이션 작품상은 『귀멸의 칼날』 (2020년 12월 2일) ORICON NEWS 2020년 12월 2일에 확인.
19. ↑  제42회 요코하마 영화제 2020년 일본 영화 개인상, 요코하마 영화제 실행위원회 2020년 12월 12일에 확인.
20. ↑  “후루카와 유키, 미야자와 히오, 류세이 료가 Weibo 축제에 배우상 수상을 기뻐 (2021년 2월 4일)”. 영화나탈리. 2021년 2월 5일에 확인함.